# Something Got Me Started
Something Got Me Started è un singolo del gruppo musicale britannico Simply Red, pubblicato il 9 settembre 1991 come primo estratto dal quarto album in studio Stars.

## Video musicale
Il videoclip, diretto da Andy Morahan, è stato girato a Siviglia, in Spagna.

## Tracce
7" Single
1. Something Got Me Started – 4:00
2. A New Flame – 3:57

CD-Maxi
1. Something Got Me Started – 4:01
2. Come On in My Kitchen – 1:32
3. A New Flame – 3:59
4. Something Got Me Started (Perfecto Mix) – 5:14

## Classifiche
| Classifica (1991)                | Posizione massima |
| -------------------------------- | ----------------- |
| Australia                        | 29                |
| Austria                          | 5                 |
| Belgio (Fiandre)                 | 15                |
| Canada                           | 11                |
| Danimarca                        | 5                 |
| Europa                           | 9                 |
| Francia                          | 19                |
| Germania                         | 11                |
| Grecia                           | 7                 |
| Irlanda                          | 8                 |
| Italia                           | 5                 |
| Nuova Zelanda                    | 10                |
| Paesi Bassi                      | 3                 |
| Regno Unito                      | 11                |
| Stati Uniti                      | 23                |
| Stati Uniti (adult contemporary) | 21                |
| Stati Uniti (dance club)         | 13                |
| Svezia                           | 18                |
| Svizzera                         | 6                 |